# Ветон Беріша
Ветон Беріша (норв. Veton Berisha, нар. 13 квітня 1994, Еґерсунд) — норвезький футболіст косовського походження, нападник норвезького клубу «Молде» та національної збірної Норвегії.

## Клубна кар'єра
Народився 13 квітня 1994 року в місті Еґерсунд. Вихованець футбольної школи клубу «Еґерсунд ІК» з рідного міста, за основну команду якого дебютував у 2009 році в четвертому за рівнем дивізіоні Норвегії, взявши участь у 21 матчі чемпіонату.
На початку 2011 року перейшов у «Вікінг», з яким у тому ж сезоні дебютував у вищому дивізіоні Норвегії, а з сезону 2012 став основним гравцем команди. Всього аідіграв за команду зі Ставангера чотири з половиною сезони своєї ігрової кар'єри, зігравши у понад ста матчах за клуб.
1 липня 2015 року перейшов на правах вільного агента у клуб німецької Другої Бундесліги «Гройтер», де провів два роки, а у серпні 2017 року став гравцем австрійського «Рапіда» (Відень). Станом на 2 грудня 2018 року відіграв за віденську команду 40 матчів в національному чемпіонаті.

## Виступи за збірні
2009 року дебютував у складі юнацької збірної Норвегії, взяв участь у 38 іграх на юнацькому рівні, відзначившись 18 забитими голами.
Протягом 2013—2016 років залучався до складу молодіжної збірної Норвегії. На молодіжному рівні зіграв у 17 офіційних матчах, забив 2 голи.
29 травня 2016 року дебютував в офіційних іграх у складі національної збірної Норвегії у товариському матчі проти збірної Португалії.
Як і його брат Валон, отримав запрошення від збірну Косова, яку допустили до участі в офіційних змаганнях під егідою ФІФА у лютому 2016 року. Однак, на відміну від свого брата, який погодився представляти Косово, Ветон вирішив продовжувати грати за збірну Норвегії.
| Дата      | Місто    | Господарі  | Результат | Гості     | Турнір            | Голи | Примітки |
| --------- | -------- | ---------- | --------- | --------- | ----------------- | ---- | -------- |
| 29-5-2016 | Порту    | Португалія | 3 – 0     | Норвегія  | товариський матч  | -    |          |
| 5-6-2016  | Брюссель | Бельгія    | 3 – 2     | Норвегія  | товариський матч  | 1    | 66'      |
| 31-8-2016 | Осло     | Норвегія   | 0 – 1     | Білорусь  | товариський матч  | -    | 62'      |
| 5-9-2016  | Осло     | Норвегія   | 0 – 3     | Німеччина | Відбір до ЧС 2018 | -    |          |
| Усього    |          | Матчів     | 4         |           | Голів             | 1    |          |

## Титули і досягнення
- Володар Кубка Норвегії (1):

«Молде»: 2023